# گیره کاغذ

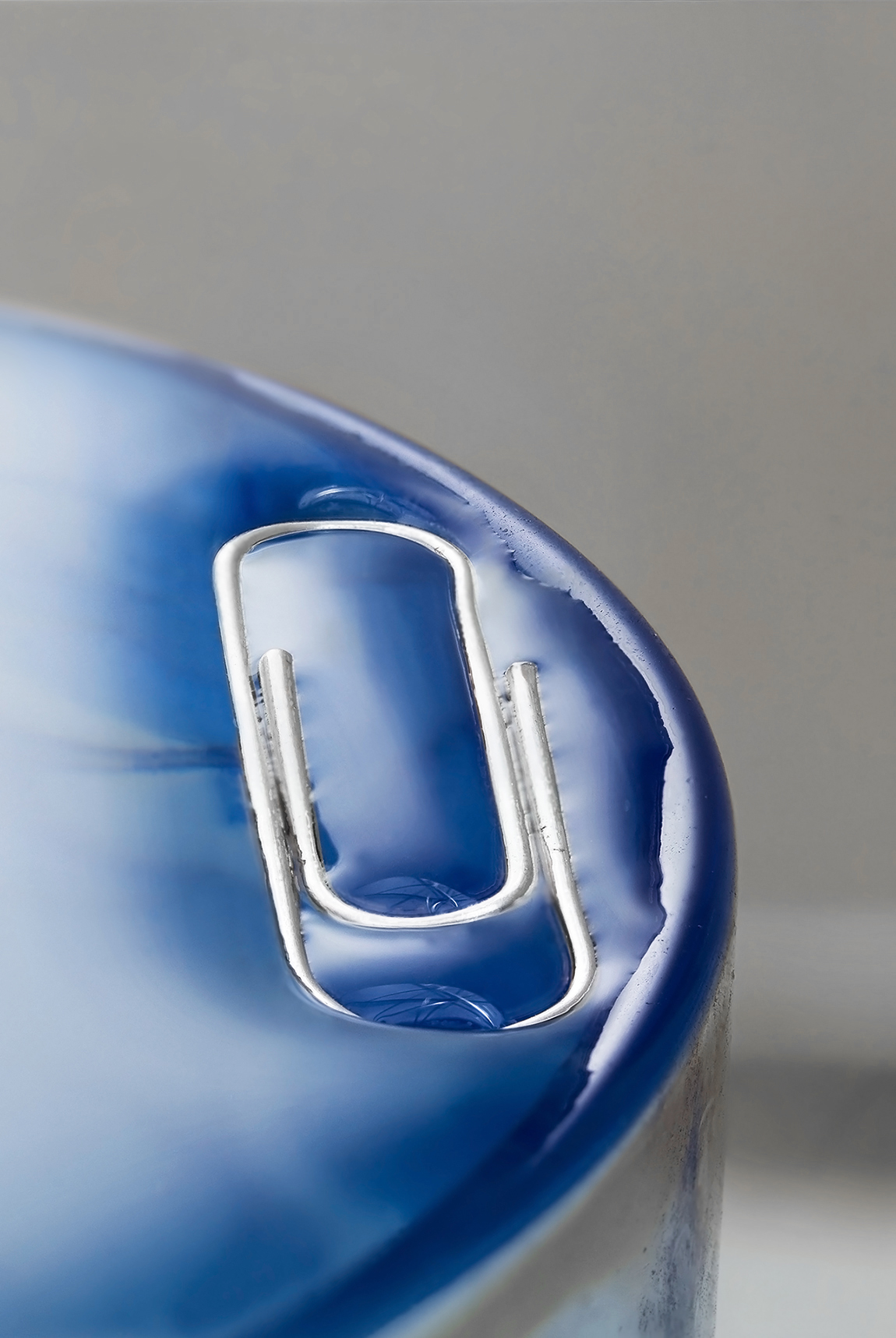
گیره کاغذ در اثر کشش سطحی روی آب ایستاده‌است.

گیره کاغذ (گیره کاغذی) دستگاه جهت ورق‌های نگه دارید از کاغذ با هم، معمولاً از خم سیم‌های ساخته شده به شکل لوپ (هر چند برخی از آنها در پوشش داده شده‌است پلاستیکی). بیشتر گیره‌های کاغذی از نوع Gem هستند که در دهه ۱۸۹۰ یا قبل از آن معرفی شده‌اند و تقریباً با دو حلقه کامل ساخته شده توسط سیم مشخص می‌شوند. استفاده از پیچ خوردگی و کشش در سیم و اصطکاک بین سیم و کاغذ، مناسب برای گیره‌های کاغذی است. هنگامی که تعداد متوسطی ورق بین دو «زبان» گیره وارد می‌شود، زبان‌ها مجبور به جدا شدن می‌شوند و باعث پیچ خوردگی در پیچ سیم می‌شود که ورق‌ها را به هم می‌چسباند. 

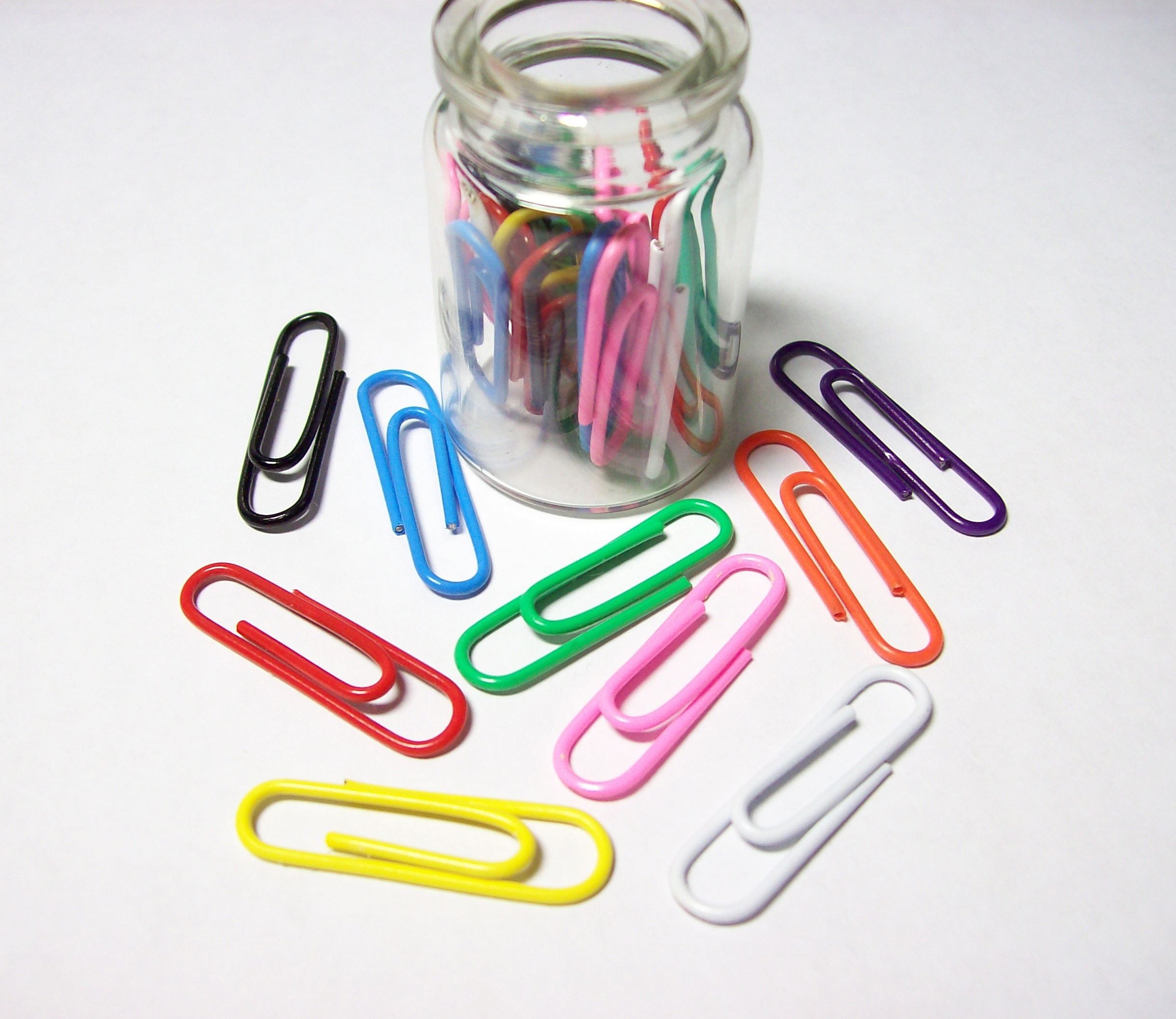
چند گیره کاغذ با رنگهای مختلف که در ترکیبی از پلاستیک و لاستیک پوشانده شده‌است.

## شکل و ترکیب
گیره‌های کاغذی معمولاً شکل مستطیلی با اضلاع مستقیم دارند، اما ممکن است مثلثی یا دایره ای نیز باشند یا اشکال پیچیده تری داشته باشند. متداول‌ترین مواد فولاد یا فلز دیگر است، اما از پلاستیک قالب‌گیری نیز استفاده می‌شود. برخی دیگر از گیره‌های کاغذ از سیستم بست دو تکه استفاده می‌کنند. نوآوری‌های اخیر شامل چند رنگ و پوشش پلاستیکی کلیپ کاغذ و بهار -fastened بند کلیپ.

## تاریخ
با توجه به موزه دفتر اولیه، اولین حق ثبت اختراع یک گیره کاغذ سیم خم شده در ایالات متحده به ساموئل بی فی در سال ۱۸۶۷ اعطا شد. این کلیپ در ابتدا برای چسباندن بلیط به پارچه در نظر گرفته شده بود، اگرچه اختراع تشخیص داد که می‌تواند برای چسباندن کاغذها به یکدیگر استفاده می‌شود. فی ثبت اختراع ایالات متحده ۶۴٫۰۸۸ را در ۲۳ آوریل ۱۸۶۷ دریافت کرد. اگرچه کاربردی و کاربردی است، اما طرح فی به همراه ۵۰ طرح دیگر که قبل از سال ۱۸۹۹ ثبت شده‌اند، یادآور طراحی گیره کاغذی امروزی نیست. یک طرح کلیپ کاغذی قابل توجه دیگر نیز در ایالات متحده توسط ارلمن جی رایت در ۲۴ ژوئیه ۱۸۷۷، ثبت اختراع شماره ۱۹۳٬۳۸۹ ثبت شد. این کلیپ در آن زمان برای استفاده در بستن برگهای گشاد کاغذها، اسناد، نشریات، روزنامه‌ها و غیره تبلیغ شد.
متداول‌ترین نوع گیره کاغذ سیمی که هنوز در حال استفاده است، گیره کاغذ Gem، هرگز ثبت نشد، اما به گفته کارشناس آمریکایی در زمینه نوآوری‌های تکنولوژیکی، به احتمال زیاد در اوایل دهه ۱۸۷۰ توسط "The Gem Manufacturing Company" در بریتانیا تولید شد. پروفسور هنری جی پتروسکی. او به مقاله ای در سال ۱۸۸۳ در مورد "Gem Paper-Fasteners" اشاره می‌کند و آنها را به دلیل "پیوند دادن مقالات در یک موضوع، مجموعه ای از حروف یا صفحات نسخه خطی" "بهتر از پین‌های معمولی" ستایش می‌کند. از آنجا که مقاله ۱۸۸۳ تصویری از این "گوهر" اولیه نداشت، ممکن است با گیره‌های کاغذی مدرن با آن نام متفاوت باشد.
اولین تصویر از شکل فعلی آن در تبلیغات "گیره کاغذ نگین" در ۱۸۹۳ است. در سال 1904 Cushman & Denison علامت تجاری نام "Gem" را در ارتباط با گیره‌های کاغذ ثبت کردند. در این اعلامیه آمده بود که از ۱ مارس ۱۸۹۲ استفاده می‌شود، که ممکن است زمان معرفی آن در ایالات متحده باشد. گیره‌های کاغذی هنوز گاهی اوقات "گیره‌های گوهر" نامیده می‌شوند و در زبان سوئدی کلمه هر گیره کاغذ "گوهر" است.
اثبات قطعی اینکه نوع مدرن گیره کاغذ در سال ۱۸۹۹ به خوبی شناخته شده بود، حق ثبت اختراع به ویلیام میدلبروک از واتربری، کانکتیکات در ۲۷ آوریل همان سال برای «دستگاهی برای ساخت گیره‌های کاغذی سیمی» است. نقاشی به وضوح نشان می‌دهد که محصول یک کلیپ کامل از نوع Gem است. این واقعیت که میدلبروک نام آن را ذکر نکرده‌است، نشان می‌دهد که در آن زمان قبلاً به خوبی شناخته شده بود. از آن زمان تاکنون تغییرات بی شماری در مورد یک موضوع ثبت شده‌است. برخی به جای انتهای گرد نوک تیز کرده‌اند، برخی انتهای یک حلقه را کمی خم کرده‌اند تا ورق‌های کاغذ را آسان‌تر کرده و برخی سیم‌هایی با موج دار یا خاردار برای گرفتن بهتر دارند. علاوه بر این، انواع کاملاً زیباشناختی، کلیپ‌هایی با اشکال مثلثی، ستاره ای یا گرد ثبت شده‌است. اما نوع اصلی جواهرات بیش از صد سال است که کاربردی‌ترین و در نتیجه بسیار محبوب‌ترین است. بهبود ویژگی‌های آن - سهولت استفاده، چنگ زدن بدون پارگی و ذخیره بدون درهم پیچیدگی - دشوار بوده‌است. روز ملی بسته کاغذی ۲۹ مه است.
گیره کاغذی از نوع Gem به عنوان نمادی از طراحی خلاقانه تبدیل شده‌است، همان‌طور که در زیر-با وجود دروغ-با جشن اختراع نروژی در سال ۱۸۹۹ تأیید شد. تصاحب آن به عنوان لوگوی سال طراحی (L'any del disseny) در بارسلونا ۲۰۰۳، روی پوسترها، تی شرت‌ها و سایر کالاها به تصویر کشیده شده‌است.

## ادعای نروژی

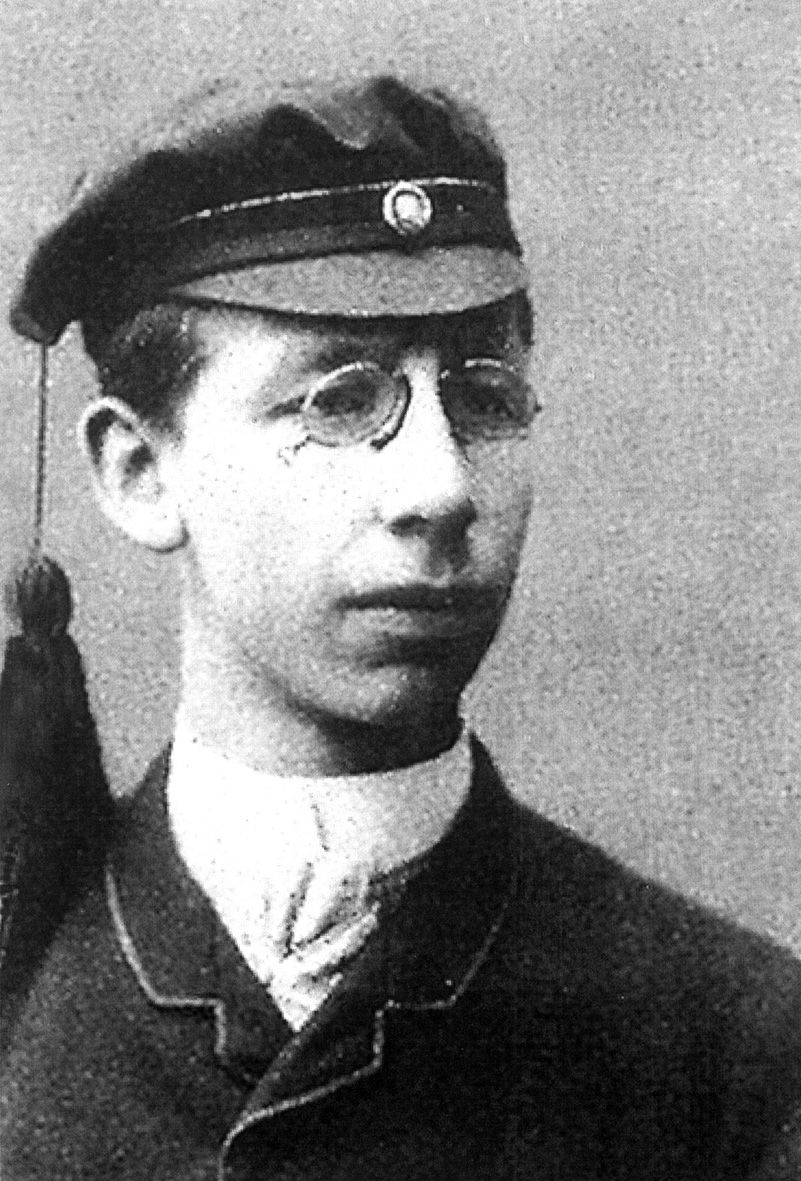
وهن والر.

یک نروژی، وهن والر، نیز به عنوان مخترع گیر کاغذ شناخته شده‌است، گرچه مدل او هیچ وقت تولید و به بازار ارائه نشد. او به احتمال زیاد نمی‌دانست که طراحی بهتری از گیره کاغذ از قبل در بازار بود. بعد از مرگ او افسانه‌ای از هموطنان نروژی او محبوبیت پیدا کرد که گیره کاغذ به وسیله یک نابغه نروژی اختراع شده‌است. بعد از مدتی گیره کاغذ به عنوان نماد ملی نروژ درآمد و به خصوص نماد مقاومت نروژ در برابر آلمان نازی بود. باوجوداین، برخی بر این باورند که سازندهٔ این دستگاه فردی آمریکایی به‌نام ساموئل بی. فی می‌باشد.

## استفاده‌های دیگر
سیم از نظر ماهیت متنوع است؛ بنابراین یک گیره کاغذی لوازم جانبی مفیدی در بسیاری از کارهای مکانیکی از جمله کارهای رایانه ای است: سیم فلزی را می‌توان با کمی نیرو باز کرد. چندین دستگاه از یک میله بسیار نازک برای فشار دادن یک دکمه فرورفته استفاده می‌کنند که کاربر به ندرت به آن نیاز دارد. در صورت قطع برق، این مورد در اکثر درایوهای CD-ROM به عنوان "خروج اضطراری" دیده می‌شود. همچنین در درایوهای فلاپی دیسک اولیه (از جمله مکینتاش اولیه). تلفن‌های هوشمند مختلف برای بیرون انداختن سیم کارت نیاز به استفاده از یک شیء باریک بلند مانند گیره کاغذ دارند و برخی از PDAهای Palm توصیه می‌کنند برای تنظیم مجدد دستگاه از گیره کاغذ استفاده کنید. توپ پیست را می‌توان از Logitech اولیه حذف کرد، اشاره دستگاه‌ها با استفاده از گیره کاغذ به عنوان کلید حاشیه. از گیره کاغذی که در "U" خم شده‌است می‌توان برای راه اندازی ATX PSU بدون اتصال آن به مادربرد استفاده کرد (رنگ سبز را به مشکی در سربرگ مادربرد وصل کنید). یک یا چند گیره کاغذ می‌تواند یک دستگاه loopback برای رابط RS232 (یا در واقع بسیاری از رابط‌ها) ایجاد کند. یک گیره کاغذ را می‌توان در هارد دیسک Commodore 1541 به عنوان هد استاپ انعطاف‌پذیر نصب کرد. سیم فولادی یک گیره کاغذی را می‌توان در دندانپزشکی برای ایجاد یک پست دندان استفاده کرد.
گیره‌های کاغذی را می‌توان در یک دستگاه جمع‌آوری قفل خام اما گاهی م effectiveثر خم کرد. برخی از انواع دستبندها را می‌توان با استفاده از گیره کاغذ باز کرد. دو رویکرد وجود دارد. اولین مورد این است که گیره را در یک خط باز کنید و سپس انتهای آن را در یک زاویه راست بچرخانید، سعی کنید از یک کلید تقلید کرده و از آن برای بلند کردن قفل کننده استفاده کنید. رویکرد دوم، که امکان پذیرتر است اما نیاز به تمرین دارد، استفاده از پیچ و تاب گیره نیمه باز نشده برای بلند کردن هنگامی که گیره از سوراخ بسته شده‌است، جایی که دستبند بسته شده‌است.